# أرومة سنية
تشتق الأرومة السنية لدى الفقاريات من خلايا العرف العصبي، توجد على السطح الخارجي للب السني، وتتمثل وظيفتها البيولوجية في تكوين العاج، وهو المادة الموجودة أسفل مينا الأسنان فوق التاج والملاط والجذر.

## التركيب
الأرومة السنية هي خلية كبيرة عمودية الشكل، تتوضع أجسامها الخلوية على طول المسافة البينية بين العاج واللب امتدادًا من التاج إلى العنق إلى قمة الجذر في السن الناضج. تتميز الخلية بغناها بالشبكة الإندوبلازمية ومركب غولجي، خاصة أثناء مرحلة تكوين العاج الأولي، ما يسمح لها بالحصول على قدرة إفرازية عالية؛ تشكل في البداية المطرق الكولاجيني لتكوين طليعة العاج، ثم تفرز المكونات المعدنية لتشكيل العاج الناضج. تشكل الأرومات السنية حوالي 4 ميكرومتر من طليعة العاج يوميًا أثناء نمو الأسنان.
يلاحظ بعض التغيرات أثناء الإفراز وبعد تمايز الخلايا الخارجية للحليمة السنية، إذ تصبح الخلايا مستقطبة وتبتعد النواة عن العاج حديث التشكل بينما تتجه الشبكة الإندوبلازمية ومركب غولجي باتجاه العاج وتفرز منتجاتها باتجاه واحد. وهكذا مع تكوين العاج الأساسي، تتحرك الخلية في اللب بعيدًا عن الغشاء القاعدي (الحد الفاصل بين المينا والعاج السني في المستقبل) عند السطح البيني بين ظهارة المينا الداخلية وحليمة الأسنان. يحافظ جسم الأرومة السنية على هيكلها المدبب بألياف الهيكل الخلوي.

## الوظيفة
1. تساعد في إفراز العاج بين النبيبات والعاج المحيط بالنبيبات (العاج المحيط باستطالة الأرومة السنية) التي تشكل الأنابيب العاجية، والتي تنظم وتقوي العاج ككل.
2. تحافظ على استتباب كل من النبيب العاجي والسائل العاجي (محتوى الأيونات والبروتين)
3. إفراز العاج المتصلب في حال الغزو النخري لإغلاق الأنابيب العاجية، ما يبطئ تقدم النخور (يُعرف الفراغ الهوائي فوق الانسداد بالمسالك الميتة)
4. توجيه إشارات النخر إلى جسم الأرومة السنية، وبالتالي البدء في إفراز العاج الرجعي.
5. تعمل كمكون خلوي لنظام استشعار درجة حرارة الأسنان إما عن طريق استشعار التغيرات في درجات الحرارة بشكل مباشر، أو عن طريق الكشف عن القوى الحركية المائية لحركة السوائل في الأنابيب أو الاثنين معًا.[4]

تستمر الأرومات السنية بإفراز العاج طوال الحياة، على عكس المينا، الذي يعتبر عاجًا ثانويًا بمجرد اكتمال تكوين الجذر كمحاولة للتعويض عن التآكل الطبيعي للمينا، تفسر الظواهر السابقة باحتباس الأرومات السنية داخل السن، على طول جدار اللب الخارجي.
تفرز الأرومات السنية أيضًا العاج الثالثي عند تعرضها للتخريش. تفرز الخلايا السنية العاج الثالثي بسبب أذية كيميائية، إما عن طريق المواد الكيميائية المنتشرة عبر العاج والمخرشة للأرومات السنية، أو عن طريق انتشار سموم الجراثيم أسفل الأنابيب العاجية في حالة حدوث نخر مع تسوس الأسنان. يسمى هذا العاج الثالثي بالعاج الرجعي، وتعتبر محاولة لإبطاء تقدم التسوس ومنعه من الوصول إلى اللب.
في حالة حدوث عدوى تخترق العاج إلى اللب أو بالقرب منه، أو في حالة موت الأرومة السنية بسبب أذية أخرى (كيميائية أو فيزيائية)، يمكن لخلايا اللحمة المتوسطة غير المتمايزة أن تتمايز إلى خلايا شبيهة بخلايا الأرومة السنية والتي تفرز بعد ذلك نوعًا آخر من العاج تحت موقع الأذية. تفيد هذه الاستجابة في إبطاء تقدم الأذية، وتمنع انتشار البكتيريا ومستقلباتها في اللب، مما يقلل من احتمال نخر اللب الجزئي.
إن التمييز بين نوعي العاج الثالثي مهم، إذ يفرز كلا النوعين من خلايا مختلفة لأسباب مختلفة. يفرز العاج الرجعي بسرعات متفاوتة، اعتمادًا على سرعة تطور التسوس في سطح العاج الخارجي. يمكن تمييزه بسهولة من الناحية النسيجية من خلال هيكل أنبوبه غير المنتظم، وموقع الإفراز (يبرز في تجويف اللب) ودرجة تمعدنه الأقل قليلًا من المعتاد. يمكن حفظ السن عن طريق بعض الترميمات البسيطة. يفرز العاج التعويضي عندما تكون حالة السن سيئة.